# Reprezentacja Rumunii w piłce nożnej kobiet
Reprezentacja Rumunii w piłce nożnej kobiet – oficjalna drużyna reprezentująca Rumunię w rozgrywkach piłki nożnej kobiet.

## Udział w międzynarodowych turniejach
| 1996 | Nie zakwalifikowała się | Nie zakwalifikowała się |
| 2000 | Nie zakwalifikowała się | Nie zakwalifikowała się |
| 2004 | Nie zakwalifikowała się | Nie zakwalifikowała się |
| 2008 | Nie zakwalifikowała się | Nie zakwalifikowała się |
| 2012 | Nie zakwalifikowała się | Nie zakwalifikowała się |
| 2016 | Nie zakwalifikowała się | Nie zakwalifikowała się |
| 2020 |                         |                         |

| 1991 | Nie zakwalifikowała się | Nie zakwalifikowała się |
| 1995 | Nie zakwalifikowała się | Nie zakwalifikowała się |
| 1999 | Nie zakwalifikowała się | Nie zakwalifikowała się |
| 2003 | Nie zakwalifikowała się | Nie zakwalifikowała się |
| 2007 | Nie zakwalifikowała się | Nie zakwalifikowała się |
| 2011 | Nie zakwalifikowała się | Nie zakwalifikowała się |
| 2015 | Nie zakwalifikowała się | Nie zakwalifikowała się |
| 2019 |                         |                         |

| 1984 | Nie zakwalifikowała się | Nie zakwalifikowała się |
| 1987 | Nie zakwalifikowała się | Nie zakwalifikowała się |
| 1989 | Nie zakwalifikowała się | Nie zakwalifikowała się |
| 1991 | Nie zakwalifikowała się | Nie zakwalifikowała się |
| 1993 | Nie zakwalifikowała się | Nie zakwalifikowała się |
| 1995 | Nie zakwalifikowała się | Nie zakwalifikowała się |
| 1997 | Nie zakwalifikowała się | Nie zakwalifikowała się |
| 2001 | Nie zakwalifikowała się | Nie zakwalifikowała się |
| 2005 | Nie zakwalifikowała się | Nie zakwalifikowała się |
| 2009 | Nie zakwalifikowała się | Nie zakwalifikowała się |
| 2013 | Nie zakwalifikowała się | Nie zakwalifikowała się |
| 2017 |                         |                         |

## Aktualny skład kadry
| Nr           | Imię i nazwisko   | Data urodzenia | Obecny klub           |  |
| Bramkarki    | Bramkarki         | Bramkarki      | Bramkarki             |  |
| ------------ | ----------------- | -------------- | --------------------- |  |
|              | Lavinia Boandă    | 1994-03-08     | Olimpia Cluj          |  |
|              | Andreea Părăluță  | 1994-11-27     | Atlético Madrid       |  |
|              | Camelia Ceasar    | 1997-12-13     | AC Milan              |  |
|              | Bianca Raicu      | 1999-07-25     | ACF Torino            |  |
| Obrończynie  |                   |                |                       |  |
|              | Anne-Marie Bănuță | 1991-11-16     | AS Saint-Étienne      |  |
|              | Maria Ficzay      | 1991-11-08     | Medyk Konin           |  |
|              | Adina Giurgiu     | 1994-08-17     | Sassuolo              |  |
|              | Brigitta Goder    | 1992-05-06     | Győri ETO             |  |
|              | Teodora Meluță    | 1999-08-03     | Olimpia Cluj          |  |
|              | Olivia Oprea      | 1987-03-19     | Sevilla               |  |
|              | Ana Maria Gorea   | 1993-01-04     | ASA Târgu Mureș       |  |
| Pomocniczki  |                   |                |                       |  |
|              | Ștefania Vătafu   | 1993-06-12     | RSC Anderlecht        |  |
|              | Ioana Bortan      | 1989-01-23     | Olimpia Cluj          |  |
|              | Mihaela Ciolacu   | 1998-08-12     | Olimpia Cluj          |  |
|              | Andrea Herczeg    | 1994-09-13     | Töcksfors IF          |  |
|              | Bianca Sandu      | 1992-04-22     | Diósgyőri VTK         |  |
|              | Beatrice Tărășilă | 1997-05-21     | Olimpia Cluj          |  |
|              | Andreea Voicu     | 1996-01-16     | Olimpia Cluj          |  |
| Napastniczki |                   |                |                       |  |
|              | Alexandra Lunca   | 1995-08-22     | Olimpia Cluj          |  |
|              | Cristina Carp     | 1997-07-28     | Olimpia Cluj          |  |
|              | Florentina Spânu  | 1985-08-06     | Fortuna Hjørring      |  |
|              | Georgiana Birțoiu | 1989-07-22     | WFC Rossiyanka        |  |
|              | Cosmina Dușa      | 1990-03-04     | Konak Belediyespor    |  |
|              | Laura Rus         | 1987-10-01     | Verona                |  |
|              | Isabelle Mihail   | 1999-02-08     | Kent State University |  |
| Trener       |                   |                |                       |  |
|              | Mirel Albon       | 1967-10-02     |                       |  |